# 罗伯特·威廉·费雪
罗伯特·威廉·费雪（英文：Robert William Fisher，1961年4月13日—），美国在逃逃犯，因被指控在2001年4月10日謀殺了自己的家人並炸毀他們在亞利桑那州史考茲代爾的家而被通緝。
费雪曾在美國海軍服役，後來當了消防員，也在醫療界工作過。1987年，他和Mary Cooper結婚，兩人育有兩個孩子，Bobby和Brittney。Fisher家庭生活不順遂，Robert Fisher常對家人施以殘忍和操控的行為，多次表現出暴力和令人困擾的行徑。他至少曾一次背叛妻子。他15歲那年父母離婚，這被認為是他後來困境的原因之一。
2001年4月10日，费雪家發生爆炸。屋內，费雪的妻子和兩個孩子被發現已死，喉嚨被割，Mary還頭部中彈。兩夫妻的車都不見了。警方認定他是這次謀殺案的唯一嫌疑人。4月20日，Mary的車在亞利桑那州Young附近的森林被找到。费雪的行蹤至今仍是個謎。2002年6月29日，他被FBI列為第475名的十大通緝要犯。到了2021年11月3日，Fisher被從FBI的通緝要犯名單上除名，但他依然是被通緝的逃犯。

## 早期生活
费雪生于1961年，纽约州布鲁克林区，父母分别是银行家威廉·费雪和简·豪威尔。 他有两个姐妹，并就读于亚利桑那州图森的萨瓦罗高中。他的父母在1976年离婚，当时他15岁。根据他的好友与亲戚的说法，父母的离婚过程十分艰难，亦给费雪留下了长远的影响。他曾在马约诊所与同事谈起过此事。他表示，如果他的母亲没有离开这个家庭，他的生活可能会有所不同。

## 相關戲劇
- 《罗伯特·费雪在哪裡？》(英語：Where Is Robert Fisher?)，2011年的紀錄片
- 《聯邦調查局》，2018年的電視劇，第一季第18集就以此案為原型。